# 대구 김씨
대구 김씨(大邱金氏)는 대구광역시를 본관으로 하는 한국의 성씨이다.
시조 김달(金達)은 신라 경순왕의 후손으로, 조선에서 병조참의를 지냈다.

## 참고 자료
- “대구김씨(大邱金氏)”. 뿌리를 찾아서.[깨진 링크(과거 내용 찾기)]